# Raparna horciusalis
Raparna horciusalis är en fjärilsart som beskrevs av Walker 1859. Raparna horciusalis ingår i släktet Raparna och familjen nattflyn. Inga underarter finns listade.